# Raymond Salles
Raymond Julien Salles (født 18. juli 1920 i Paris, død 15. juni 1996 i Créteil) var en fransk roer og olympisk guldvinder.

## Rokarriere
Salles deltog sammen med Gaston Mercier og styrmand Bernard Malivoire i toer med styrmand ved OL 1952 i Helsinki. Italienerne var favoritter i disciplinen som europamestre de foregående tre år, men den franske båd satte hurtigste tid i indledende heat. I semifinalen var de igen marginalt hurtigst, mens italienerne vandt det andet heat. I finalen gentog franskmændene bedriften og vandt sikkert guldet, mens tyskerne overraskende sikrede sig sølv og Danmark bronze, mens Italien måtte nøjes med en skuffende fjerdeplads.
Han var også med til at vinde guld ved middelhavslegene 1955, denne gang i dobbeltsculler.

## OL-medaljer
- 1952:  Guld i toer med styrmand